# Julia Eichhorn
Julia Eichhorn, née le 11 juillet 1983, est une skeletoneuse allemande. Elle a participé à ses premières compétitions en 1997. En 2007, elle est championne du monde par équipes mixtes à Saint-Moritz.

## Palmarès

### Championnats d'Europe
- 2007 :  Médaille de bronze

### Coupe du monde
- Meilleur classement au général : 10e en 2006